# Гейлстаун (Меріленд)
Гейлстаун (англ. Galestown) — місто (англ. town) в США, в окрузі Дорчестер штату Меріленд. Населення — 111 особа (2020).

## Географія
Гейлстаун розташований за координатами 38°33′45″ пн. ш. 75°42′57″ зх. д. / 38.56250° пн. ш. 75.71583° зх. д. (38.562606, -75.715814).  За даними Бюро перепису населення США в 2010 році місто мало площу 0,66 км², з яких 0,61 км² — суходіл та 0,05 км² — водойми.

## Демографія
Згідно з переписом 2010 року, у місті мешкало 138 осіб у 49 домогосподарствах у складі 31 родини. Густота населення становила 209 осіб/км².  Було 57 помешкань (86/км²).
Расовий склад населення:
| - 84,8 % — білих - 13,8 % — чорних або афроамериканців |

До двох чи більше рас належало 1,4 %. Частка іспаномовних становила 0,7 % від усіх жителів.
За віковим діапазоном населення розподілялося таким чином: 29,7 % — особи молодші 18 років, 55,8 % — особи у віці 18—64 років, 14,5 % — особи у віці 65 років та старші. Медіана віку мешканця становила 33,5 року. На 100 осіб жіночої статі у місті припадало 86,5 чоловіків;  на 100 жінок у віці від 18 років та старших — 83,0 чоловіків також старших 18 років.
Медіана доходів становила 45 625 доларів для чоловіків та 20 000 доларів для жінок. За межею бідності перебувало 18,9 % осіб, у тому числі 77,8 % дітей у віці до 18 років та 0,0 % осіб у віці 65 років та старших.
Цивільне працевлаштоване населення становило 65 осіб. Основні галузі зайнятості: роздрібна торгівля — 29,2 %, мистецтво, розваги та відпочинок — 10,8 %, освіта, охорона здоров'я та соціальна допомога — 9,2 %, транспорт — 7,7 %.